# Переторги
Перето́рги — деревня в Выгоничском районе Брянской области, в составе Сосновского сельского поселения. Расположена в 14 км к югу от пгт Выгоничи, в 3 км к югу от села Сосновка, на правом берегу Десны. Население — 99 человек (2010). Имеется отделение связи.

## История
Впервые упоминается в 1627 году как пустошь (бывшая деревня, разорённая в годы Смуты начала XVII века).
Первоначально входила в Брянский уезд, приход села Сосновки. В XVIII веке — владение Баскаковых, позднее Огарёвых, с середины XIX века — Н. С. Шаншиева.
С последней четверти XVIII века до 1924 года в Трубчевском уезде (с 1861 — в составе Уручьенской волости). В 1924—1929 в Выгоничской волости Бежицкого уезда; с 1929 в Выгоничском районе, а в период его временного расформирования — в Брянском (1932—1939, 1965—1977), Почепском (1963—1965) районе.
С 1930-х гг. до 1976 года — в Колоднянском сельсовете.

## Достопримечательности
В середине XX века вблизи Переторгов был отмечен крупнейший действующий овраг Европейской части России (по объёму ежегодно выносимого грунта). Несмотря на принятые меры и остановку роста оврага, информация об этом овраге, взятая из книги 1958 года издания, регулярно попадает в современные публикации.